# Кралици на ужаса (сезон 2)
Сезон 2 на Американския сериал Кралици на ужаса с жанр комедия и ужаси първоначално започна излъчването си по FOX на 20 септември 2016 г. в САЩ.
На 15 януари 2016 г., FOX обявява, че сериалът е подновен за втори сезон, който ще започне на 20 септември 2016. Ема Робъртс, Абигейл Бреслин, Били Лорд, Лиа Мишел, Джейми Лий Къртис, Нийси Наш, Глен Пауел и Кики Палмър отново ще се въплътят в героите си от миналия сезон. Втория сезон ще вземе място в болница.

## Герои

### Главни
- Ема Робъртс – Шанел Оберлин
- Кърсти Али – сестра Ужъсна
- Тейлър Лаутнър – Др. Касиди Каскейд
- Лиа Мишел – Хестър Улрих
- Абигейл Бреслин – Либи Путни / Шанел №5
- Кики Палмър – Зейдей Уилямс
- Били Лорд – Сейди Суенсън / Шанел №3
- Джеймс Ърл – Чембърлийн Джаксън
- Джон Стеймос – Др. Брук Холт
- Джейми Лий Къртис – декан Кати Мънч

### Второстепенни
- Глен Пауел – Чад Радуел
- Джери О'Конъл – Д-р Майк
- Лора Бел Бънди – Сестра Томас
- Корнелиус Петър – TBA

### Специални Гост-звезди
- Нийси Наш – специален агент Денис Хемфил
- Колтън Хейнс – Тайлър

## Епизоди
Главна статия: Списък с епизодите на „Кралици на ужаса“
| № | # | Заглавие                             | Режисура       | Сценарий                             | Първо излъчване      | Първо излъчване      | Рейтинг (в милиони) |
| --- | - | ------------------------------------ | -------------- | ------------------------------------ | -------------------- | -------------------- | ------------------- |
| 14 | 1 | Пищи отново ("Scream Again")         | Брад Фалчък    | Раян Мърфи, Брад Фалчък и Иън Бренан | 20 септември 2016 г. | 20 септември 2016 г. | 2.17                |
| В ретроспекция до 1985, бременна жена прекъсва Хелоуин парти в болница, за да помогнат на съпруга ѝ, тя е насочена към д-р Майк, който по-късно изхвърля тялото на съпруга на бременната жена в блатото зад болницата, докато бременната жена чака. В 2016, декан Мънч е вече икона и купува болница, която наименува „Л.Е.К.“ и наема завършелия в Харвард, д-р Брок Холт и странно студения д-р Касиди Каскейд както и Зейдей, която сега е в първата си година на медицинско училище, декана наема и Шанелите, които са избягали (легално) от лудницата и сега работят в медицинската индустрия. През това време Хестър си признава и отива в затвора. Първия пациент на болницата е Катрин Хобарт, жена която е с диагноза на върколашки синдром, Зейдей предлага за лек да и направят лаботомия, но Шанел и д-р Брок предлагат да сменят диетата, която я оставя без коса. Шанелите я преобразяват и оставят Шанел №5 на гробищна смяна, докато Шанел №1 отива на среща с д-р Холт а №3 с Касиди. Катрин и №5 взимат вана и без да искат се заключват във ваните си. Тогава, новия сериен убиец с името „Зеления гадняр“ влиза баните, обезглавява Катрин с мачете, безпомощната Шанел №5 пищи докато убиеца се обръща към нея. |   |                                      |                |                                      |                      |                      |                     |
| 15 | 2 | Брадавици и всичко ("Warts and all") | Брадли Биюуека | Брад Фалчък                          | 27 септември 2016 г. | 27 септември 2016 г. | 1.70                |
| След като полицията оглежда убийството на Катрин, Зейдей и Чембърлийн са убедени, че декан Мънч стои зад всичко за това решават да се разровят в миналото на болницата и откриват че в нощта на Хелоуин 1986, Зеления гадняр убива всички в болницата. Мъж на име Тайлър, който има аерофолиева болест идва в болницата за помощ. След това Шанел бива изплашена от Чад, който носи костюма на Червения дяволи, той е дошъл тук да си върне Шанел и да намери лек за болестта на приятеля му Рандъл. Мънч признава че тя е отворила болницата за да открие лек за нейната недиагнозирана болест и по-късно е атакувана от Зеления гадняр, който избягва. Уплашена, декана вика специален агент на ФБР Денис Хемфийлд да разреши случая. Мънч и Шанелите отиват до строга защитаваната лудница, където държат Хестър и там те научават че тя знае детайли за Зеления гадняр и за миналото на болницата. Тайлър се подготвя за лазерната си операция, но е заловен от Зеления гадняр, който го убива. |   |                                      |                |                                      |                      |                      |                     |
| 16 | 3 | Кандидати за ръце ("Handidates")     | Барбара Броун  | Иан Бренан                           | 11 октомври 2016 г.  | 11 октомври 2016 г.  | 1.59                |
| Шанелите и декан Мънч изхвърлят мъртвото тяло на Тайлър в блатото. Рандъл се събужда, излекуван от болестта си, Скачащия французин и бива убит от Зеления гадняр. Шанелите и декан Мънч отиват в лудницата където Хестър им дава улика за това кой може да бъде убиеца и декан Мънч решава че нямат нужда от Хестър вече защото са открили кой е. Чад разказва на Мънч за ръката на д-р Брок Холт и Чад започва да търси нов донор на ръка. Нова пациентка, която получава оргазми на всяка една минута се чекира в болницата за лечение. След това когато Шанел №3 и Касиди са насеме, №3 му казва че не е изпитвала оргазъм а Касиди ѝ казва че той е мъртъв. През това време Зейдей и Шанелите се чудат защо Хестър е казала на Шанел да използва крем „Езерин“, евентуално Зейдей разрешава главоблъсканицата и това ги отвежда до стар работник в болницата. Д-р Мънч, Денис, Зейдей и Шанелите отиват да посетят старият работник и той им разказва как на Хелоуин парти през 1986 всички са били убити. След тяхното проучване Мънче спира операцията на ръката на Брок. Номер Три и Касиди намират лека за жената с оргазмите, а Чад предлага на Шанел да се ожени за него. След успешното излекуване на жената, Зейдей и Чембърлийн я изпращат само, за да намерят Зеления гадняр, който обезглавява жената, напада Чембърлийн и оставя Зейдей. Денис премества Хестър в болницата. Шанел е пред олтара, чакайки Чад да се появи, но вместо това тялото му пада през тавана и пада пред нея мъртъв. |   |                                      |                |                                      |                      |                      |                     |
| 17 | 4 | Син Хелоуин ("Halloween Blues")      | Лони Перистере | Брад Фалчък                          | 18 октомври 2016 г.  | 18 октомври 2016 г.  | 1.43                |
| |   |                                      |                |                                      |                      |                      |                     |